# Northlake (Texas)
Northlake es un pueblo ubicado en el condado de Denton en el estado estadounidense de Texas. En el Censo de 2010 tenía una población de 1.724 habitantes y una densidad poblacional de 39,15 personas por km².

## Geografía
Northlake se encuentra ubicado en las coordenadas 33°4′26″N 97°15′23″O / 33.07389, -97.25639. Según la Oficina del Censo de los Estados Unidos, Northlake tiene una superficie total de 44.04 km², de la cual 43.79 km² corresponden a tierra firme y (0.56%) 0.25 km² es agua.

## Demografía
Según el censo de 2010, había 1.724 personas residiendo en Northlake. La densidad de población era de 39,15 hab./km². De los 1.724 habitantes, Northlake estaba compuesto por el 84.51% blancos, el 4.87% eran afroamericanos, el 1.22% eran amerindios, el 2.09% eran asiáticos, el 0.17% eran isleños del Pacífico, el 4.87% eran de otras razas y el 2.26% pertenecían a dos o más razas. Del total de la población el 11.66% eran hispanos o latinos de cualquier raza.